# Polveroso
Polveroso (en cors U Pulverosu) és un municipi francès, situat a la regió de Còrsega, al departament d'Alta Còrsega. L'any 2005 tenia 34 habitants.

## Demografia
| 1962 | 1968 | 1975 | 1982 | 1990 | 1999 |
| ---- | ---- | ---- | ---- | ---- | ---- |
| 52   | 61   | 38   | 35   | 21   | 22   |

## Administració
| Període   | Identitat     | Partit | Qualitat |  |
| --------- | ------------- | ------ | -------- |  |
| 2001-2008 | Julie Giudici |        |          |  |